# Adalbert Johanny
Adalbert Johanny (11. července 1846, Moravská Ostrava – 20. prosince 1919 tamtéž), někdy též uváděn jako Vojtěch Johanny, byl pátým moravskoostravským starostou.

## Život
Narodil se Severinu Johannymu, majiteli tehdy jediné lékárny „U zlaté koruny" na Masarykově náměstí. Po studiu na gymnáziu, které absolvoval částečně v Těšíně a částečně ve Vídni, se věnoval chemii a farmacii. Stal se jedním z mála lékárníků v celé rakousko-uherské monarchii, kteří disponovali doktorským a magisterským titulem. Roku 1869 převzal otcovu lékárnu a zároveň se oženil s Emmou Stokertovou (1851–1879), se kterou měl čtyři děti. Jeho žena však o deset let později zemřela.
Svou politickou kariéru začal jako náhradník do obecního výboru v roce 1873. Roku 1876 byl zvolen přímo do sboru radních. Dne 9. července 1888 byl pak jednohlasně zvolen starostou Moravské Ostravy. O dva roky později, 2. července 1890, se stal vítězným kandidátem na místo poslance moravského zemského sněmu, když porazil Konstantina Grünwalda. Tentýž úspěch zopakoval ještě v roce 1896, kdy zvítězil nad Edmundem Palkovským. Završením jeho úspěšné kariéry bylo vyznamenání od císaře, kdy v únoru 1895 obdržel za své zásluhy rytířský kříž řádu Františka Josefa. Na počest této události radnice zorganizovala velkolepé oslavy vrcholící pochodňovým průvodem. Adalbert Johanny se stal čestným občanem města a ulice směřující od Říšského mostu na Přívoz (dnešní Sokolská třída) byla pojmenována Johannyho třídou. Johannymu byla věnována dokonce oslavná báseň a pochod „Johannyho marš".
Ačkoliv Johannyho zásluhy jsou nepopiratelné (lze jmenovat např. zlepšení veřejné dopravy otevřením prvních tramvajových linek do Přívozu, Vítkovic a Mariánských Hor, výstavbu veřejné nemocnice na Fifejdách, zřízení městské vodárny v Nové Vsi, počátky elektrifikace města aj.), během jeho úřadu se město těžce zadlužilo. Moravská Ostrava navíc nadále trpěla nedostatkem komunálního vybavení, chybějící urbanistickou koncepcí, rostoucí zločinností a silným znečištěním životního prostředí.
Johannyho zdravotní stav měl za následek nezvolení do funkce starosty v roce 1901. Jak však tehdy napsal Opavský týdenník: „Starosta naší obce dr. Johanny vlastně z Ostravy již odešel a to dosti dávno, jen že o tom zdejší německé listy nechtěly nic věděti.“ Žádný z jeho synů totiž nechtěl převzít otcovou lékárnu a proto ji Johanny v roce 1896 prodal. Roku 1900 se natrvalo přestěhoval nejprve do Klosterneuburgu a posléze do Vídně. Když mu v roce 1902 vypršel mandát do zemského sněmu, stáhl se z politiky úplně.
Teprve na sklonku svého života, v roce 1919, se vydal na několikatýdenní návštěvu ke svému synovi Herbertovi, kde ho v ranních hodinách 20. prosince zastihla smrt ve spánku. Jeho tělo bylo pohřbeno do rodinné hrobky na dnes již neexistujícím hřbitově v Moravské Ostravě.